# セインツ -約束の果て-
『セインツ -約束の果て-』（セインツやくそくのはて、Ain't Them Bodies Saints）は、2013年のアメリカ合衆国のクライムドラマ映画。原題を直訳すれば「それらの人達は聖人ではないか（聖人だ）」といった意味。

## ストーリー
1970年代のアメリカ合衆国テキサス。そこにボブとルースという1組の若いカップルがいた。2人はギャングを裏稼業とするスケリットに育てられ、窃盗や強盗を繰り返しながら生きてきたが、ルースの妊娠を期に足を洗うことを決意する。だが、最後の仕事と決めた銀行強盗でミスを犯した2人は保安官に包囲され、銃撃戦へと発展してしまう。そこでルースの放った弾丸が若い保安官代理パトリックの肩に命中したことで銃撃戦はますます激しくなり、ついに2人は投降する。その際、ボブはパトリックを撃ったのは自分でルースは無実だと証言し、自分だけ25年の刑で刑務所に収監された。
4年後、生まれた娘と共に慎ましく暮らすルース。銃撃戦の際に肩を撃たれた保安官代理のパトリックは、ルース母娘を気遣い、ルースもパトリックを信頼する仲になっていた。そんな中、脱獄に成功するボブ。過去にチンピラ仲間を裏切り大金を隠していたボブは、ルースとまだ見ぬ娘の元へと向かった。それを知ったスケリットは、ルース母娘を大事に思う気持ちから、ボブの命と大金を狙うチンピラたちに情報を提供した。
親子3人で逃げようというボブの手紙を受け取るルース。だが、今は足手まといになると考えたルースは遠い町に身を隠す決心をし、「必ず探し出して」とボブに返事を書いた。その一方で、娘の4才の誕生日にパトリックだけを招くルース。窓の外から親しげなパトリックと娘の姿を見たボブは、車で立ち去るが、途中でチンピラたちに撃たれて重症を負った。
チンピラたちからルースを守ろうとして殺されるスケリット。その騒ぎの間にルースの家に入り込むボブ。パトリックは救急車を呼んだが、ルースに抱えられたボブは苦しい息の下、家族3人で住む家の話をする幸福な自分を夢見ていた。

## キャスト
役名、俳優、日本語吹替の順に記述。
- ボブ・マルドゥーン - ケイシー・アフレック（小松史法）
- ルース・ガスリー - ルーニー・マーラ（小林沙苗）
- パトリック・ウィーラー - ベン・フォスター（桐本琢也）
- スケリット - キース・キャラダイン（伊藤和晃）
- スウィーティー - ネイト・パーカー
- ウィル（通りがかった車の男） - ラミ・マレック
- シルヴィー・ガスリー（ルースの娘） - ケンナディー・スミス　＆　ジャクリン・スミス